# Torneo clasificatorio de voleibol femenino para los Juegos Panamericanos Santiago 2023
El Torneo Clasificatorio para los Juegos Panamericanos Santiago 2023 fue un evento deportivo que funcionó como clasificatorio a los Juegos Panamericanos de 2023 en la disciplina de voleibol femenino. Se desarrolló íntegramente en la ciudad de San Juan, en el estadio perteneciente al club UPCN Vóley, entre el 9 y el 11 de agosto de 2022. El certamen contó con la presencia de las selecciones de Argentina, Colombia y Perú, resultando clasificadas las dos primeras tras vencer Argentina en sus dos partidos y Colombia derrotar a Perú.

#### Clasificación final
– Clasificados a los Juegos Panamericanos 2023.      – Eliminado.
| Pos. | Equipo    |      | Partidos | Partidos | Partidos | Sets | Sets | Sets  | Puntos | Puntos | Puntos |
| Pos. | Equipo    | Pts. | PJ       | PG       | PP       | SG   | SP   | Ratio | PG     | PP     | Ratio  |
| 1    | Argentina | 6    | 2        | 2        | 0        | 9    | 1    | 9.000 | 164    | 136    | 1.205  |
| 2    | Colombia  | 3    | 2        | 1        | 1        | 4    | 3    | 1.333 | 152    | 160    | 0.950  |
| 3    | Perú      | 0    | 2        | 0        | 2        | 0    | 6    | 0.000 | 125    | 150    | 0.833  |

| Fecha        | Equipo 1  | Res.  | Equipo 2 | Set 1 | Set 2 | Set 3 | Set 4 | Set 5 | Total |
| ------------ | --------- | ----- | -------- | ----- | ----- | ----- | ----- | ----- | ----- |
| 9 de agosto  | Argentina | 3 – 0 | Perú     | 25-18 | 25-18 | 25-23 |       |       | 75-59 |
| 10 de agosto | Colombia  | 3 – 0 | Perú     | 25-21 | 25-21 | 25-21 |       |       | 75-66 |
| 11 de agosto | Argentina | 3 – 1 | Colombia | 25-15 | 19-25 | 25-18 | 25-19 |       | 94-77 |

## Equipo Ideal
Tras el final del torneo, la organización definió un equipo ideal con una jugadora de actuación destacada en cada puesto, además de otorgar el premio de jugadora más valiosa ("MVP") a Yamila Nizetich.
| Posición | Jugadora          | Selección |
| -------- | ----------------- | --------- |
| Armadora | Victoria Mayer    | Argentina |
| Central  | Julieta Lazcano   | Argentina |
| Central  | Darlevis Mosquera | Colombia  |
| Punta    | Ana Karina Olaya  | Colombia  |
| Punta    | Daniela Bulaich   | Argentina |
| Libero   | Nadia Castagno    | Argentina |